# ギオルチャ氏
ギオルチャ氏 (ギョルチャ氏とも) は満洲族の姓氏の一。『庫雅喇氏源流考』では満洲族八大姓の一に数える。
地名の「ギオルチャ (覚爾察) 城」に由来し、現遼寧省撫順市新賓満洲族自治県永陵鎮の蘇子河南岸にその城趾がみられる。代々、フジ（瑚済）寨、長白山、ギオルチャなどの地に定住した。
後金建国の五大臣の一人であるアンバ･フィヤングや、満洲の聖人として名高いダハイはいづれもギオルチャ氏の出身である。
民国以降、各分流はそれぞれ趙、肇、孫、常、西、陳などを漢姓としている。

## 系統
『永陵覺爾察氏譜書』の記載に拠ると、ギオルチャ氏は景祖・ギオチャンガ (ヌルハチ祖父) の五子・タチャ･フィヤング (塔察篇古) の後裔で、清朝の遠祖である皇族・ギョロ氏に本来は属したが、祖先がヌルハチと逃奴を巡り争って罷免され、そののちギオルチャ城に移住して、地名を姓氏としたとされる。
清代、ギオルチャ氏はギョロ氏の「另冊」(ブラックリスト) となり、宗人府藍檔に入れられ、「亜系皇族」と看做された。
学者の中には、『八旗満州氏族通譜』がギオルチャ氏を収録しなかったのは正に以上のことが理由であるとし、一方でギオルチャ氏出身のダハイはアイシンギョロ氏と祖先を同じうすることから紫帯子を佩帯し、ギオルチャ氏出身の女性が妃選びに参加しなかったのも同じ理由であると考える向きもある。
また、タチャ･フィヤングについて、実際は野人女直ワルカ (瓦爾喀) 部の索爾火の子であり、同部が六貝勒によって滅ぼされた為、タチャ･フィヤング自身も俘虜となったのちギオチャンガの養子となったという考えもある。

## 後裔

### ヒルゲン (希爾根)
正黄旗、正白旗辛泰、シルヤン（錫爾楊）、鑲紅旗のニュニュ（牛鈕）などはゴルミン・シャンギヤン・アリン（長白山）に代々定住した。ヒルゲンは早年ヌルハチに帰属し、内大臣を務めた。辛泰は護軍統領を務め、戦功により三等軽車都尉（世職）となった。シルヤンの孫・珍泰はチチハル将軍、ニュニュ（牛鈕）は副都統をそれぞれ務めた。

### ダハイ (達海)
ギオルチャに代々定住し、早年はヌルハチに帰属した。漢文に精通し、明、モンゴル、朝鮮などに関連する早期の書簡は全て彼の手による。その後、太宗ホンタイジに随って入京すると、ダハイは漢語で明朝の投降者を安撫し、天聡5（1631）年、バクシ(巴克什)の号を賜った。こののち、ダハイはガガイ、エルデニの創成した満洲文字を基礎に改良を加え、漢籍翻訳の方面で顕著な功労があり、軽車都尉(世襲官職)となり、世職に叙された初の文臣となった。康熙期には文成と追諡され、満洲聖人と称された。ダハイの長子ヤチン（雅秦）は錦州と入京の諸戦役で立功し、二等男爵に叙爵、のちに一等軽車都尉兼一雲騎尉の世職に改められた。三子・喇捫は三藩の乱に征戦し衡州で殉死、雲騎尉の世職が追贈された。

### シンネ (星訥)
満洲正白旗。初めヌルハチに事えて二等侍衛を務め、ニルイ･エジェン (牛錄･額真) を兼務した。明朝討伐に従軍し、塔山北に駐箚したおり蒙古兵400の攻撃に遭ったが、首魁を射殺した。ホンタイジに従ってチャハル部討伐に参加し、20人で敵の張家口を偵察したが、明兵に遭遇して四昼夜護り抜き、ベイレ・アジゲの軍兵200の到着を待って打ち破った。山城に拠って火器で抗戦するチャハル部の多爾済･蘇爾海不詳に対し、バヤラ･チョーハ (bayara cooha, 護軍) を率いて先駆けし、突破した。天聡8年、再びホンタイジに従ってチャハル部討伐に参加した。エフ・布顏代不詳を補佐しながら、蒙古兵を率いて哈麻爾嶺不詳に進攻し、同部の俄爾塞図不詳らを帰順させた。そのまま進軍して明朝討伐に向い、席特庫不詳らと大同を攻略した。功績により半個前程 (＝雲騎尉) を授与され、刑部参政に任命された。崇徳3年、承政・葉克舒不詳と黒龍江に征討し戦功をあげたが、兄・辛泰不詳、弟・西爾図不詳が戦死した為、二人分の世職を併せて三等ジャラン･イ･ジャンギン (jalan i janggin＝三等輕車都尉) に昇格した。その後、事件に連座し理事官に降格した。崇徳4年、バヤライ･ジャラン･イ･ジャンギン (bayarai jalan i janggin, 護軍参領) に任命され、議政大臣を兼務した。尋いでメイレン･イ･ジャンギン (meiren i janggin＝副都統?) に転遷。崇徳6年、工部参政に任命。崇徳8年、承政に任命。順治元年、北京入城 (明清交替) 後、尚書に改められ、二等輕車都尉?に昇級。順治3年、張献忠不詳討伐に従軍し、凱旋して太子少保を授与。順治6年、姜瓖討伐に従軍し大同を攻撃。精鋭部隊を集めた姜瓖に対し、塹壕を埋め、城壁を壊し、将校兵卒らとともに刀剣で力戦して撃退。城を背に布陣した姜瓖に対し、将校兵卒を率いて砦を乗り越え、軍がこれに乗じて精鋭部隊を殲滅した。これにより二等アスハン･イ･ハファン (男爵) に昇格。順治8年、英親王・アジゲが順治帝の怒りを買った為、配下の星訥も官職と世職、家財の半分を没収された。その後、工部尚書、議政大臣に復職。順治10年、老齢を理由に退官。順治14年、自らの軍功を主張し、一等アダハ･ハファン兼トゥワシャラ･ハファン (一等輕車都尉兼一雲騎尉) を恢復。康熙13年、死歿。諡おくりなは敏襄。

### アンバ･フィヤング (安費揚古)
＊「アンバ･フィヤング」参照。

### アイルンガ (愛隆阿)
（作成予定）

### エルヘブ (額勒和布)
（作成予定）